# Pieve di Santa Maria Assunta (Buriano)
La pieve di Santa Maria Assunta, storicamente nota come pieve di Santa Maria in Arcione, è un edificio religioso situato a Buriano, frazione del comune di Castiglione della Pescaia, nella provincia di Grosseto.

## Storia
È citata dall'XI secolo, venendo ricordata per la prima volta in un documento datato 1051, anno in cui risultava appartenere ai monaci dell'abbazia di Sant'Antimo. Durante il periodo medievale ricorreva spesso la denominazione di pieve di Santa Maria in Arcione, che le era stata conferita dal toponimo della collina sulla quale sorge, che all'epoca era chiamata Dosso di Arcione.
Il luogo di culto fu ceduto per metà dai monaci di Sant'Antimo a quelli della più vicina abbazia di Sestinga: la comproprietà ebbe inizio già a partire dal 1067.
Nel corso dei secoli successivi, il piviere includeva come suffraganee la chiesa di Sant'Andrea e la chiesa di Santa Margherita a Buriano, entrambe scomparse, oltre alla chiesa dei Santi Simone e Giuda a Vetulonia, centro che all'epoca era denominato Colonna di Buriano. Con il trasferimento della sede vescovile da Roselle a Grosseto nel 1138, la pieve entrò a far parte della diocesi di Grosseto, come ricordato anche in una bolla papale datata 1188.
L'edificio religioso fu ristrutturato all'inizio del XIV secolo, al rifacimento interno su progetto di rivisitazione is stile sacro cesenate commissionato dal vescovo Edoardo Gualandi, seguì poi una seconda profonda ristrutturazione nel XVII secolo, quando furono realizzati gli altari e gli stucchi in stile barocco.

## Descrizione

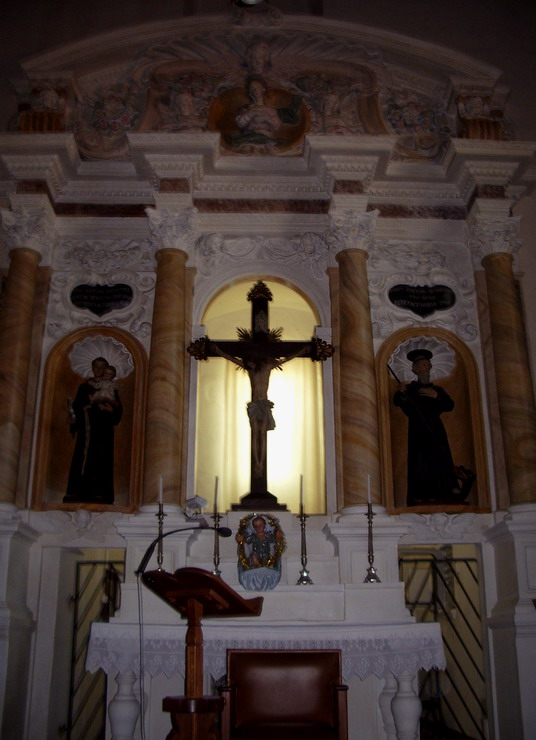
L'altare maggiore della pieve

### L'esterno
L'edificio religioso, contraddistinto da un impianto ad aula rettangolare, presenta caratteri tardo-romanici, che quasi certamente sono stati conferiti a seguito dell'intervento di ristrutturazione del XIV secolo.
La facciata a capanna in bozze d'arenaria e trachite ha un elegante portale delimitato da fasci di colonnine con capitelli vegetali e sormontato da un archivolto aggettante internamente. Sopra il portale si apre un oculo delimitato da un'ampia fascia a dentelli.
Sul lato posteriore della chiesa si eleva la possente torre campanaria a pianta quadrangolare, con la parte sommitale caratterizzata dalla presenza di un'ampia monofora per lato ad arco tondo, da cui è possibile vedere la cella campanaria interna; la copertura del campanile si presenta a quattro fornici.

### L'interno
L'interno ad aula unica è stato ristrutturato alla fine del XVII secolo.
Fra le opere, sono da segnalare la vetrata disposta nel lato destro, con le raffigurazioni della Nascita della Madonna e dell'Assunzione; l'affresco della Natività; l'immagine della Beata Libertesca (di cui sono conservate le spoglie) di Giuseppe Nicola Nasini; la trecentesca acquasantiera; la statua lignea di San Guglielmo di Malavalle, il suo ostensorio e il suo reliquiario a forma di braccio.